# Убий мене, будь ласка (фільм, 2010)
«Убий мене, будь ласка» (англ. Kill Me Please; фр. Tue moi s'il te plait) — франко-бельгійський комедійний фільм 2010 року, поставлений режисером Оліасом Барко.

## Сюжет
Клініка доктора Крюгера, розташована ізольовано посеред лісу, отримує державне фінансування для того, аби самогубство більше не було трагедією, а стало звичайною медичною процедурою. Щодня доктор Крюгер приймає своїх багатих пацієнтів, слухає їх одного за одним та аналізує з ними причини, які виправдовують, або ні, їхні рішення. Перед здійсненням самогубства, кожен з пацієнтів висловлює останнє своє побажання: спеціальний обід з вишуканими наїдками та винами, дзвінок до дівчини… або будь-яку іншу примху.
Але «спеціалізація» клініки незабаром викликає гнів місцевих жителів. І всі дізнаються, що ніхто, насправді ніхто, не може дозволити собі давати накази про смерть.

## У ролях
| • Орельєн Рекуан     | … | доктор Крюгер   |
| • Бенуа Пульворд     | … | мосьє Демане    |
| • Мюріель Берсі      | … | Мюріель         |
| • Ніколя Бюїссе      | … | Люк             |
| • Інгрід Гейдершейдт | … | Сільві          |
| • Жером Колін        | … | Боб             |
| • Віржиль Бремлі     | … | Віржиль         |
| • Данієль Коен       | … | мосьє Жан-Марк  |
| • Вірджинія Ефіра    | … | Інспектор Еврар |
| • Булі Ланнерс       | … | мосьє Відаль    |
| • Сол Рубінек        | … | мосьє Брейман   |
| • Зазі Де Періс      | … | мадам Рашель    |

## Знімальна група
- Автор сценарію — Оліас Барко, Віржиль Бремлі, Стефан Маландрен
- Режисер-постановник — Оліас Барко
- Продюсер — Оліас Барко, Дідьє Бруннер, Філіпп Кауффманн, Стефан Маландрен, Гійом Маландрен, Венсан Тав'є, Серж Хаят
- Асоційований продюсер — Томас Лейєрс, Вільфрід ван Бален, Ян Врінтс, Арлетт Зільберберг
- Оператор — Фредерік Нуаромм
- Монтаж — Евін Рикер
- Художник-постановник — Маню де Мелемеєстер
- Художник з костюмів — Еліз Ансьйон

## Нагороди та номінації
| Список нагород та номінацій        | Список нагород та номінацій | Список нагород та номінацій          | Список нагород та номінацій | Список нагород та номінацій | Список нагород та номінацій |
| Кінофестиваль/Кінопремія           | Рік                         | Категорія                            | Номінант(и)                 | Результат                   | Дж                          |
| ---------------------------------- | --------------------------- | ------------------------------------ | --------------------------- | --------------------------- | --------------------------- |
| Римський кінофестиваль             | 2010                        | Приз Золотий Марк'Ауреліо            | Убий мене, будь ласка       | Перемога                    |                             |
| Римський кінофестиваль             | 2010                        | Приз Золотий метелик                 | Убий мене, будь ласка       | Перемога                    |                             |
| Одеський міжнародний кінофестиваль | 2010                        | Найкраща режисерська робота          | Оліас Барко                 | Перемога                    | [ 2 ]                       |
| Одеський міжнародний кінофестиваль | 2010                        | Приз національного журі кінокритиків | Убий мене, будь ласка       | Перемога                    |                             |
| Премія «Магрітт»                   | 2012                        | Найкращий актор другого плану        | Булі Ланнерс                | Номінація                   |                             |
| Премія «Магрітт»                   | 2012                        | Найкраща акторка другого плану       | Вірджинія Ефіра             | Номінація                   |                             |